# Nueva Collasuyo
Nueva Collasuyo (auch: Colonia Collasuyo oder Colonia Kollasuyo) ist eine Ortschaft im Departamento La Paz im südamerikanischen Andenstaat Bolivien.

## Lage im Nahraum
Nueva Collasuyo liegt in der Provinz Caranavi und ist eine Ortschaft im Municipio Alto Beni. Die Ortschaft liegt auf einer Höhe von 653 m in den nordwestlichen Ausläufern der Cordillera de Cocapata im Quellbereich eines linken Nebenflusses des Río Alto Beni. Die Ortschaft beherbergt die Schule Unidad Educativa nueva Collasuyo und die Gesundheitsstation Centro de salud nueva Collasuyo.

## Geographie
Nueva Collasuyo liegt im Übergangsbereich zwischen dem andinen Altiplano und dem bolivianischen Tiefland. Das Klima ist ein typisches Tageszeitenklima, bei dem die mittleren Temperaturschwankungen im Tagesverlauf deutlicher ausfallen als im Jahresverlauf.
Die Jahresdurchschnittstemperatur liegt bei 25,5 °C und schwankt im Jahresverlauf nur unwesentlich zwischen 23 °C im Juni/Juli und 27 °C im November/Dezember (siehe Klimadiagramm Caranavi). Der Jahresniederschlag erreicht eine Höhe von fast 1500 mm, und bis auf eine kurze Trockenzeit im Juni/Juli ist das Klima ganzjährig feucht mit Monatsniederschlägen von über 200 mm von Dezember bis Februar.

## Verkehrsnetz
Nueva Collasuyo liegt in einer Entfernung von 225 Straßenkilometern nordöstlich von La Paz, der Hauptstadt des gleichnamigen Departamentos.
Von La Paz führt die Nationalstraße Ruta 3 über Coroico und Caranavi in nordöstlicher Richtung vorbei an Bella Vista nach Caserío Nueve und Villa Piquendo. Nach Überqueren der Brücke über den Río Piquendo zweigt von der Hauptstraße eine unbefestigte Nebenstraße nach rechts in östlicher Richtung ab und erreicht Nueva Collasuyo nach weiteren drei Kilometern.

## Bevölkerung
Die Einwohnerzahl des Ortes ist in dem Jahrzehnt zwischen den beiden letzten Volkszählungen um knapp ein Zehntel zurückgegangen:
| Jahr | Einwohner         | Quelle       |
| ---- | ----------------- | ------------ |
| 1992 | keine Detaildaten | Volkszählung |
| 2001 | 175               | Volkszählung |
| 2012 | 160               | Volkszählung |

Aufgrund der historischen Bevölkerungsentwicklung weist die Region einen hohen Anteil an Aymara-Bevölkerung auf, in der Provinz Caranavi sprechen 57,8 Prozent der Bevölkerung Aymara.